# Gare de Lannion
Gare de Lannion vasútállomás Franciaországban, Lannion településen.

## Vasútvonalak
Az állomást az alábbi vasútvonalak érintik:
- Plouaret–Lannion-vasútvonal

## Kapcsolódó állomások
A vasútállomáshoz az alábbi állomások vannak a legközelebb:
- Gare de Plouaret-Trégor (Gare de Plouaret-Trégor)